# CeNSE
CeNSE (acronimo di Central Nervous System of the Earth, in lingua italiana "Sistema Nervoso Centrale della Terra") è un progetto di Hewlett-Packard ed altri per localizzare sensori in ogni parte del pianeta. Il concetto sottostante è quello di controllare in tempo reale le condizioni del pianeta.
L'idea è che i sensori trasmetteranno informazioni alla velocità della luce (tenendo sempre in considerazione un ritardo esistente a livello di rete). Se un terremoto sta per avere il suo epicentro a circa 30 chilometri di distanza, si potrebbe così saperlo circa 10 secondi prima di sentire, percepire la scossa di terremoto. Questa è la promessa, il concetto sottostante uno degli ultimi nuovi prodotti sviluppati nei laboratori Hewlett-Packard. Installando un trilione di minuscoli sensori  per collezionare informazioni sul mondo fuori, HP sta provando a costruire un sistema per monitorare in tempo reale le condizioni del pianeta, una specie di "sistema nervoso centrale della Terra".  Una prima applicazione reale di questo concetto sarà implementata nel campo della ricerca petrolifera in Shell per monitorare i campi di petrolio.